# Somatic Responses
 (janvier 2014).
Si vous disposez d'ouvrages ou d'articles de référence ou si vous connaissez des sites web de qualité traitant du thème abordé ici, merci de compléter l'article en donnant les références utiles à sa vérifiabilité et en les liant à la section « Notes et références ».

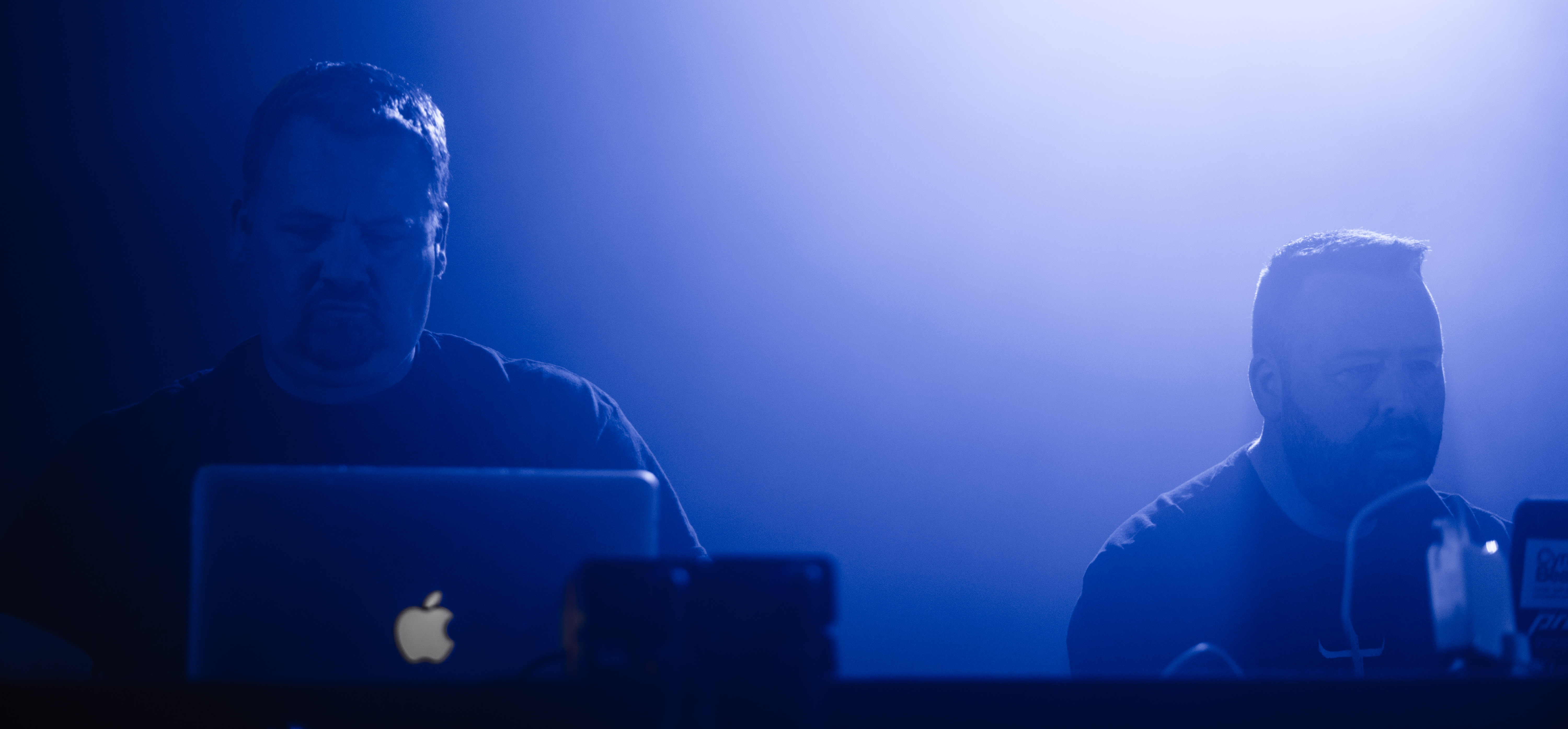
Somatic Responses, 2016

Somatic Responses est un groupe de musique électronique en provenance du Pays de Galles, le fruit de la collaboration des frères John & Paul Healy, composant une techno bruitiste aux tendances IDM, power noise et breakcore.

## Discographie
- Circumflex (1999, Hymen Records)
- Augmented Lines (2000, Hymen Records)[1]
- Accidental Happiness (2001, Component Records)
- Dying Language[2] (2002, Ad Noiseam)
- Touching The Void (2002, Hymen)
- Adverts (2004, Component Records)
- Pounded Mass (2005, Hymen Records)
- Giauzar (2006, Sublight Records)
- 1010303 #1 (2007, PuZZling Records)
- 1010303 #2 (2008, PuZZling Records)
- Digital Darkness (2008 - Hymen Records)
- Puny God (2013 - Photon Emissions)
- Folding Space (2016 - Hymen Records)
- Pattern Seeking (2018, Hymen Records)[3],[4]